# Hrušovo
Hrušovo (maďarsky Balogrussó) je obec na Slovensku v okrese Rimavská Sobota, asi 10 km jihovýchodně od města Hnúšťa, na horním toku říčky Blh. Žije zde 172 obyvatel.
První písemná zmínka o obci pochází z roku 1297. Skládá se z částí Hrušovo, Ostrany a Striežovce, které byly původně samostatnými obcemi. Ve všech třech stojí evangelické kostely. 

## Památky
- Evangelický kostel v části Hrušovo, jednolodní toleranční stavba z roku 1786.
- Evangelický kostel v části Ostrany, jednolodní stavba z konce 18. stletí.
- Evangelický kostel v části Striežovce, jednolodní toleranční stavba z roku 1811.
- Dřevěná pozdněbarokní zvonice v části Striežovce na půdorysu čtverce z 50. let 19. století.